# نجمية خوجة
نجمية خوجة (8 فبراير 1921 – 26 فبراير 2020) هي سياسية شيوعية ألبانية، وزوجة أنور خوجة، أول زعيم لجمهورية ألبانيا الشعبية الاشتراكية، والأمين العام لحزب العمل الألباني، حيثُ ارتبطت به لسنوات طويلة. تمتعت بعلاقة وثيقة مع زوجها، وسعت للحفاظ على تأثيرها السياسي بعد وفاته في عام 1985. تُعد واحدة من بين قلة من زوجات زعماء الأحزاب الشيوعية الحاكمة اللواتي نلن مكانة سياسية بارزة.